# 24-års-reglen
24-års-reglen eller 24-års-kravet er en regel i udlændingeloven der skal forhindre familiesammenføring, hvis en af parterne i et ægteskab er under 24 år. Reglen omfatter ægteskab og registreret partnerskab mellem udenlandske og danske statsborgere eller andre med dansk opholdstilladelse. Den hindrer ikke indgåelse af ægteskabet, men alene tildeling af opholdstilladelse i Danmark.
De særlige krav knyttet til 24-års-reglen findes i udlændingelovens § 9, stk. 1:
- Alder: Begge parter skal være over 24 år.
- Tilknytningskrav: ægtefællernes samlede tilknytning til Danmark skal være større end deres samlede tilknytning til et andet land.
- Økonomi: Den herboende part skal stille 62.231 kr. som garanti (2010-niveau); vedkommende må ikke have modtaget kontanthjælp i 3 år.
- Bolig: Den fælles bolig skal have mindst 20 m² pr. person eller højst rumme to personer pr. værelse. Køkken, entré, bryggers og badeværelser tæller ikke som værelser.

## Baggrund
Forslaget om at indføre en 24-års-regel blev fremlagt af VK-regeringen den 17. januar 2002 og blev senere fremsat for Folketinget som en ændring af udlændingeloven. Loven blev vedtaget af Venstre, Konservative, Dansk Folkeparti og Socialdemokraterne, mens Radikale Venstre, Enhedslisten, Kristendemokraterne og SF stemte imod. Senere tilsluttede daværende Ny Alliance sig reglen. SF har dog i et nyt udspil til en integrationsreform, der er udarbejdet sammen med Socialdemokraterne, accepteret at der på nuværende tidspunkt ikke er noget flertal i sigte for at afskaffe 24-års-reglen. . Kristendemokraterne fremsatte i november 2004 et forslag til folketingsbeslutning om at ophæve reglen.
Før 24-års-reglen blev indført,  skulle man være mindst 18 år for at kunne søge ægtefællesammenføring.

## Formål med loven
Lovens formål er, at hindre tvangsægteskaber og proforma-ægteskaber, samt at mindske antallet af familiesammenføringer. 
Man frygtede fra politisk hånd, at et stort antal personer med anden etnisk baggrund end dansk mod deres vilje blev gift med personer fra deres oprindelsesland, med det formål at opnå dansk statsborgerskab. Loven var desuden en del af den daværende regerings ambition om at udstede flere opholdstilladelser til folk, der søger arbejde, samt færre opholdstilladelser til personer, der søger asyl eller almindelig familiesammenføring.

## Lovens effekter
Da der aldrig har været gennemført undersøgelser af antallet af tvangsægteskaber, vides det ikke, om loven har haft nogen effekt i forhold til dette. Der har dog været eksempler på, at unge indvandrerpiger fra Danmark er blevet sendt til hjemlandet og tilbageholdt der, for at blive gift. 
Antallet af familiesammenføringer er dog faldet fra ca. 10.000 årligt i 2002 til 4.000 årligt i 2008 (Rockwool Fonden, Ægteskabsmønstret for unge med indvandrerbaggrund – Konsekvenser af ændringer i udlændingeloven i 2000 og 2002 – Schultz-Nielsen og Tranæs)
Ifølge AKF er en anden følge af 24-års-reglen, at færre unge indvandrermænd frafalder en uddannelse.  SFI påstår dog, at 24-års-kravet ingen effekt har haft på unges tilknytning til uddannelsessystemet.
Desuden at den gennemsnitlige giftealder for personer med anden etnisk baggrund steget markant siden lovens indførelse.
Senest har Yngresagen blandet sig i debatten om 24 års-reglen, der ifølge foreningen har ramt alt for bredt. Yngresagen henviser bl.a. til det stigende antal unge, der uhensigtsmæssigt rammes af reglen og peger på de 1035 danskere mellem 18 og 24 år, der ifølge Danmarks Statistik flyttede fra Danmark til Sverige i 2007.